# Tergum

Tergit jednego z segmentów odwłokowych osy oznaczony numerem 19

Tergum (l. mn.: terga) – grzbietowa część poszczególnych segmentów ciała stawonogów z wyjątkiem głowy. Przednia krawędź tergum nazywa się podstawą (base), zaś tylna wierzchołkiem (apex lub margin). Terga tułowiowe u owadów tworzą notum. Najsilniej zesklerotyzowaną część tergum tworzą skleryty zwane płytkami grzbietowymi lub tergitami. 
Sklerytów na danym tergum może być więcej niż jeden, np.: na śródpleczu (mesonotum) prostoskrzydłych wyróżnia się prescutum, scutum i scutellum, zaś u niektórych skąponogów część tergitów podzielona jest poprzecznie na protergit i metatergit. 
Boczne wyrostki tergitów występujące u niektórych owadów i dwuparców nazywane są paranota (l. poj. paranotum).